# Налоговая система Азербайджана
Налоговая система Азербайджана — совокупность налогов и сборов, которые взимаются с физических и юридических лиц на территории страны. Согласно налоговому кодексу, установлены следующие виды налогов — государственные налоги, налоги автономной республики, местные (муниципальные) налоги.

## История

### Период Российской Империи
В период Российской Империи на территории Азербайджана распространялось налоговое законодательство Российской Империи.
С предприятий взимался промысловый налог. Также взимались сборы: земский, городской, на содержание коммерческого училища.

### Азербайджанская ССР
В первый период Азербайджанской ССР на территории Азербайджана продолжило действовать налоговое законодательство Российской Империи, пока оно не было заменено на законодательство Азербайджанской ССР.
Продолжил взиматься промысловый налог.

## Общие положения
Налоговое законодательство Азербайджана состоит из Конституции Азербайджана, Налогового Кодекса и принятых в соответствии с ними законодательных актов.
Действующий налоговый кодекс Утвержден Законом Азербайджанской Республики от 11 июля 2000 г. № 905-IQ. Кодекс определяет систему налогов, правила их установления, взимания, права и обязанности налогоплательщиков, налоговых органов и других лиц, вовлеченных в налоговые отношения.
В Азербайджане установлены три типа налогов. Государственными налогами считаются налоги, которые действительны на всей территории республики. Налоги автономной республики устанавливаются законами Нахичеванской Автономной Республики, в соответствии с Налоговым Кодексом. Данные налоги взимаются на территории НАР. Местные (муниципальные) налоги взимаются на территории муниципалитетов.
Налоги в Азербайджане могут быть взиматься в трёх формах — непосредственно из источника, с помощью предоставления декларации и по уведомлению. 
Резидентами АР считаются лица, которые прожили на территории АР в течение 182 дней календарного года.

## Налоговые режимы
В Азербайджане действует три отдельных налоговых режима. Нормативный налоговый режим применяется для всех юридических лиц, как резидентов, так и нерезидентов, за исключением тех, которые осуществляют деятельность в нефтегазовой отрасли.
Для компаний, оперирующих в газовой и горнодобывающей индустрии, действует налоговый режим по соглашениям о разделе продукции.
Действует также отдельный налоговый режим для компаний, работающих в соответствии с Соглашением о принимающих правительствах, которые занимаются исключительно экспортным трубопроводом Баку-Тбилиси-Джейхан и Южно-Кавказским трубопроводом.
До 2017 года Азербайджаном были подписаны около тридцати соглашений о разделе продукции и соглашений о принимающих правительствах в сфере нефтегазовой продукции и транспорта. Каждое из этих соглашений имеют свои принципы бухгалтерского учета и налогообложения. Данные налоговые режимы имеют более благоприятные условия для компаний, работающих в этих сферах.

## Типы налогов
В Азербайджане взимаются 9 типов государственных налогов. К ним относятся: подоходный налог с физических лиц, налог на прибыль, налог на добавленную стоимость (НДС), налог на имущество и земельный налог с юридических лиц, налог на подакцизные товары, дорожный налог, промысловый налог и упрощенный налог.
Налоги автономной республики полностью идентичны с государственными налогами.
Земельный налог и налог на имущество с физических лиц подсчитываются муниципалитетами и относятся к муниципальным налогам. К ним также относятся промысловый налог на строительные материалы, которые имеют местное значение и налог на прибыль с организаций и предприятий, расположенных на территории муниципалитетов.

## Государственные налоги

#### Подоходный налог с физических лиц
Физические лица-резиденты и нерезиденты являются плательщиками подоходного налога. Резиденты уплачивают налог с доходов, полученных на территории Азербайджана, а также за её пределами. Нерезиденты уплачивают налог только с дохода, полученного на территории АР. 
В том числе взимается налог с доходов, не связанных с предпринимательской деятельностью. Для уплаты таких налогов также необходимо получение идентификационного номера налогоплательщика (VÖEN). 
Доходы, связанные с работой по найму, доходы, не связанные с работой по найму, а также все остальные доходы, кроме прироста от переоценки основных средств относятся к доходам, с которых должен взиматься подоходный налог. Шкала налога является прогрессивной, то есть меняется в зависимости от суммы дохода. 
На доход, не превышающий 2500 манат в месяц, ставка составляет 14 %. Если доход превышает 2500 манат,  с суммы, превышающей 2500 манат, взимается 25 %. Например, если доход составляет 3000 манат, налог будет вычисляться следующим образом:
2500*14 %+500*25 %= 475 манат
Налог с ежемесячного дохода от работы по найму физических лиц, работающих у налогоплательщиков, не функционирующих в нефтегазовой сфере и относящихся к негосударственному сектору, удерживается с 1 января 2019 года в течение 7 лет в соответствии по следующей таблице:
| Ежемесячный налогооблагаемый доход | Ставка налога                                |
| До 8000 манатов                    | 0 процентов                                  |
| Свыше 8000 манатов                 | 14 процентов суммы, превышающей 8000 манатов |

Не позднее 31 марта года, следующего за годом, в котором получен доход, подаётся декларация о подоходном налоге.

#### Налог на прибыль юридических лиц
Юридические лица, вне зависимости от того, являются ли они резидентами или нет, считаются плательщиками налога на прибыль. Предприятие-резидент платит налог с прибыли (разница между доходом и расходами). Предприятие-нерезидент уплачивает налог с суммы, оставшейся после вычета валового дохода, полученного из источника на территории Азербайджана. Ставка налога составляет 20 %.
С 1 июля 2025 года театры, музеи, симфонические оркестры и кинопродюсеры освобождены от налога на прибыль (доход) в размере 90%. 

#### Налог на добавленную стоимость
Данным налогом облагаются выполнение работ и оказание услуг, предоставление товаров, а также налогооблагаемый импорт. Ставка НДС составляет 18 % от каждой налогооблагаемой операции. Отчетный период по НДС составляет календарный месяц. Налогоплательщик обязан подать декларацию не позднее 20 числа месяца, следующего за отчётным.
В 2024 году поступления в бюджет от НДС составили 8,894 миллиарда манат. Из них  8,516 миллиарда манат (95,7 %) — поступления от ненефтяного сектора, 378,5 миллиона манат (4,3 %) — от нефтяного сектора. От таможенных органов поступило  4,609 миллиарда манат.

#### Возврат НДС
Действует система возврата НДС. Уполномоченным банком по возврату НДС является Kapital Bank. Действует портал edvgerial, на котором регистрируются обращения потребителей о возврате НДС. Для возврата НДС продавец должен использовать кассовые аппараты нового поколения. Также требуется наличие у потребителя кассового чека на покупку, и чека POS-терминала при его использовании и при безналичной оплате. Обращение за возвратом НДС должно быть совершено в течение 90 дней с момента покупки. Возврат НДС осуществляется на виртуальный кошелёк в уполномоченном банке.
С 1 января 2023 года при безналичных платежах возвращается 17,5 %, при наличной оплате — 5 % НДС. С 1 января 2024 года доходы, полученные за счет возврата НДС, уплаченного потребителями-физическими лицами, освобождены от подоходного налога.
С ноября 2022 года осуществляется возврат НДС, уплаченного при приобретении у застройщика жилых и нежилых площадей безналичным способом. 
С 1 июля 2025 года осуществляется возврат 50% НДС, уплаченного безналичным способом за билеты в театр, кино, музеи и на симфонические концерты.
С 2018 по июнь 2025 года возвращено 768,5 миллиона манат НДС по более, чем 2 миллиардам кассовых чеков. В 2025 году в среднем осуществлялся возврат 15 млн манат НДС в месяц.

#### Акцизный налог
Этот тип налога включается в цену подакцизных товаров. К подакцизным товарам относятся пищевой спирт и любые другие виды алкогольной продукции, нефтепродукты, табачные изделия, плавучий транспорт, предназначенный для отдыха или спорта (например, яхты), драгоценные металлы, такие, как золото или платина и изготовленные из них украшения и ювелирные изделия. Отчетный период для подакцизных товаров составляет один календарный месяц. Налог должен быть уплачен не позднее 20-го числа месяца, следующего за отчетным.
В зависимости от типа алкогольной продукции ставка на них отличается. Ставка на водку составляет 4 маната за литр, коньяк — 4 манатов за литр, шампанские вина — 2,5 манатов за литр, вина и винные изделия — 0,2 манатов за литр, пиво — 0,4 маната за литр. сигары, сигары с отрезанными концами и сигариллы (тонкие сигары) — 43,0 манатов за 1000 штук; энергетические напитки — 3,1 маната за каждый литр; жидкость для электронных сигарет — 100,0 манатов за каждый литр.

#### Налог на имущество
На территории Азербайджана здания и строения, принадлежащие физическим лицам вне зависимости от того, являются ли они резидентами, облагаются налогом на имущество. Резиденты так же уплачивают налог на водный и воздушный транспорт, независимо от того, где этот транспорт находится. Для предприятий объектом налогообложения является среднегодовая стоимость основных средств, которые находятся на балансе этого предприятия.
Налог на имущество физических лиц меняется в зависимости от местонахождения данного объекта. В Баку ставка налога на имущество составляет 0,4 маната за квадратный метр площади, в Гяндже, Сумгаите, и Абшеронском районе — 0,3 маната, других районах — 0,2 маната за квадратный метр. Налог на воздушный и водный транспорт также отличается по объёму двигателя данного транспорта.
Налог с юридических лиц уплачивается в государственный бюджет и считается государственным налогом, с физических лиц — в муниципальный бюджет и считается местным налогом.

#### Земельный налог
Если физические лица или предприятия имеют земельный участок на территории Азербайджана, они считаются налогоплательщиками и должны уплачивать налог вне зависимости от того, используется ли этот участок в целях хозяйственной деятельности. Сумма земельного налога так же, как и налог на имущество, меняется в зависимости от того, где расположен земельный участок. Хозяева земельных участков в Баку уплачивают больше налогов, чем те, которые обладают землями в других районах и городах. Налог исчисляется за каждые 100 квадратных метров земельного участка.
Налог с физических лиц исчисляется муниципалитетом и уплачивается в местный бюджет. Налог с юридических лиц уплачивается в государственный бюджет.
С 1 июля 2025 года театры, музеи, симфонические оркестры и кинопродюсеры освобождены от земельного налога.

#### Дорожный налог
Автотранспортные средства, въезжающие на территорию АР, облагаются налогом в зависимости от вида, объёма двигателя, срока пребывания в стране, количества посадочных мест, веса транспорта вместе с грузом, количества осей. Легковые автомобили могут облагаться налогом от 40 до 120 долларов и выше, автобусы — от 25 долларов до 1750 долларов и выше, грузовые автомашины от 30 долларов до 2800 долларов и выше. При перевозке опасных грузов исчисляются отдельные налоги.
Нерезиденты, у которых есть автотранспортные средства, которые они используют на территории Азербайджана в целях перевозки грузов и пассажиров, являются плательщиками дорожного налога. Лица, которые импортируют бензин, жидкий газ, дизельное топливо в АР, так же должны уплачивать налог.

#### Промысловый налог
Если физические лица и предприятия добывают полезные ископаемые на территории АР, а также на участке Каспийского моря, который принадлежит АР, они обязаны уплачивать промысловый налог. Ставка налога на сырую нефть составляет 26 %, на природный газ — 20 %, рудные полезные ископаемые — 3 %. Налогоплательщики должны предоставлять декларацию не позднее 20-го числа каждого месяца за предыдущий месяц добычи полезных ископаемых.

#### Упрощенный налог
Плательщиками упрощенного налога являются лица, которые занимаются торговой деятельностью и общественным питанием, общий объём транзакций которых за календарный год не составляет более 200 000 манат. Лицо, которому разрешено уплачивать упрощенный налог, должно уплачивать налог каждый квартал и предоставлять декларацию не позднее 20-и дней после окончания квартала.
Ставка упрощённого налога для лиц, представляющих товары или услуги, составляет 2 %. Лица, осуществляющие пассажирские перевозки, облагаются налогом в 1,8 манат за одно сидячее место. Лица, занимающиеся перевозкой людей на такси, уплачивают 9 манат. За перевозку грузов налог составляет 1 манат за каждую тонну.

## Налоговое администрирование
С 2011 года внедрена электронная регистрация индивидуальных предпринимателей в налоговых органах.  С 2012 года внедрена электронная регистрация в налоговых органах юридических лиц.
С 1 января 2008 года введена регистрация субъектов предпринимательской деятельности по принципу одного окна. В том числе в эту систему включена регистрация в налоговых органах.
На апрель 2023 года Государственная налоговая служба Азербайджана оказывает 64 государственные услуги в цифровом формате.
На апрель 2023 года Азербайджан заключил с 55 странами соглашения об избежании двойного налогообложения.

## Государственное управление
Единым органом исполнительной власти, занимающимся осуществлением налоговой политики, своевременным взиманием и поступлением налогов в государственный бюджет является Государственная налоговая служба Азербайджана.

## Статистика
Количество применяемых контрольно-кассовых машин в Азербайджане на июнь 2022 года составляет 62 747.